# Céréale soufflée

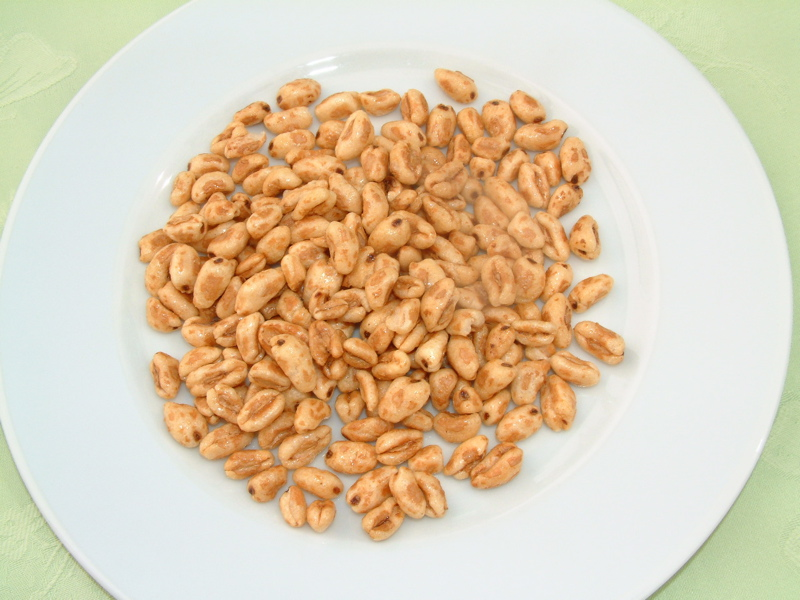
Du blé soufflé

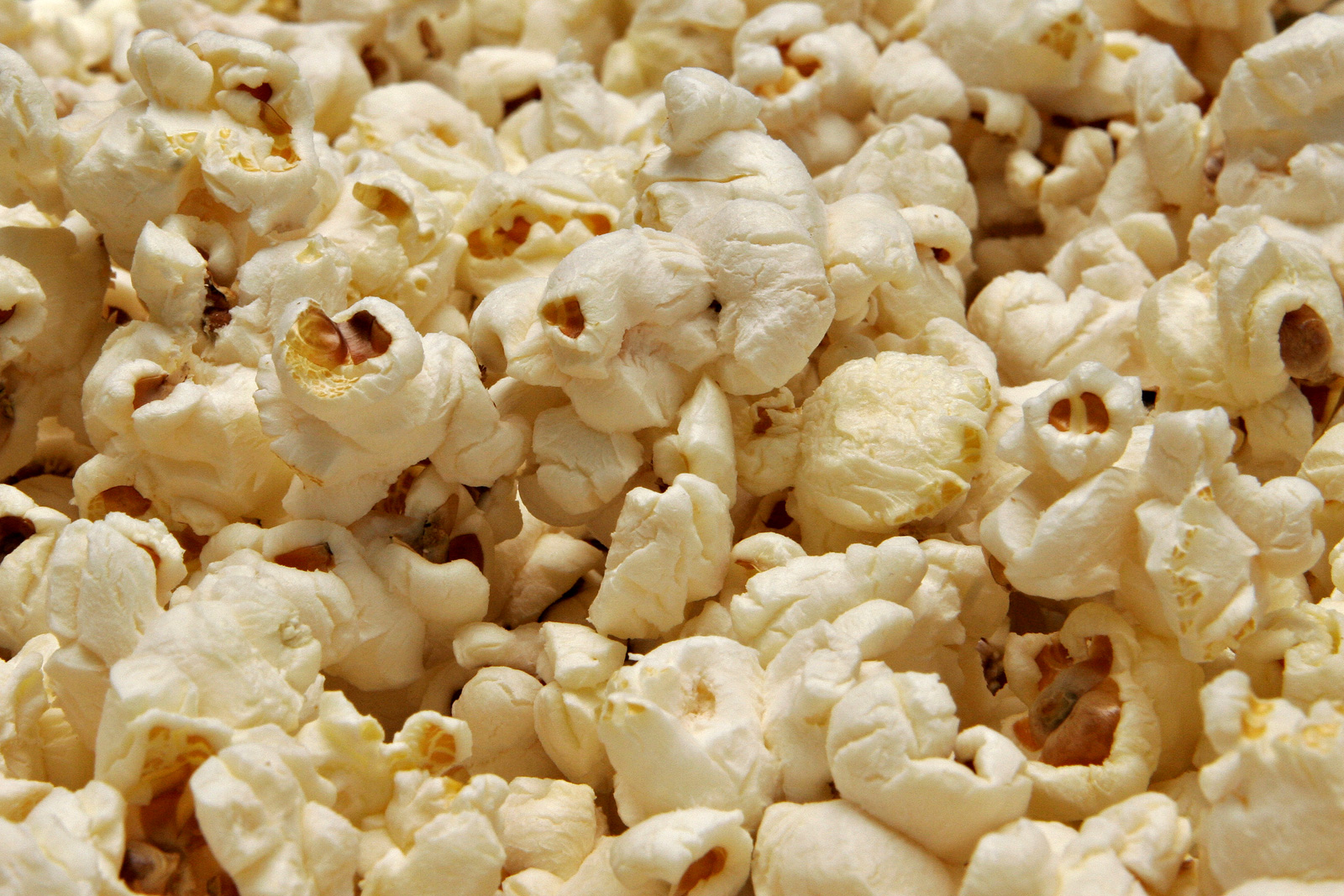
Du pop-corn soufflé

Les céréales soufflées sont obtenues depuis des siècles par des méthodes simples comme dans la fabrication du pop-corn. Le soufflage moderne du grain est réalisé par chauffage, forte pression ou extrusion.
Les céréales soufflées sont très utilisées comme céréales de petit-déjeuner et pour fabriquer des galettes de riz soufflé. Elles ont un très faible poids spécifique et sont donc faciles à mâcher.
Le procédé de soufflage des céréales est aussi utilisé pour former de la mousse d'amidon, comme matériau d'emballage.

## Histoire
Du maïs soufflé âgé d'environ 5 600 ans a été retrouvé dans une grotte au Nouveau-Mexique.

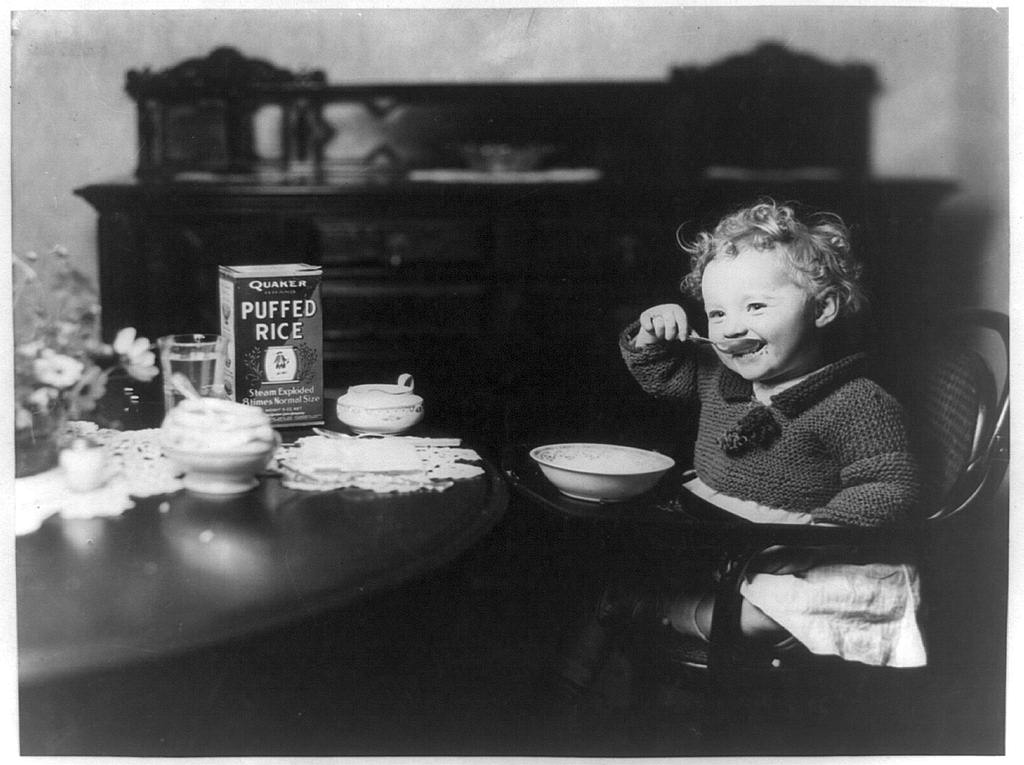
Un enfant mangeant du riz soufflé de la marque Quaker.

Le procédé moderne de soufflage des céréales a été inventé par Alexander P. Anderson (en) en 1901, en plaçant un mélange de farine de blé et d'amidon de maïs dans des tubes à essais scellés qu'il chauffe à environ 500 °C. En brisant les tubes lorsqu'ils sont chauds, il observe que l'amidon se dilate. Il dépose un brevet en 1902. Anderson présente huit canons à riz soufflé à l'Exposition universelle de 1904 et le riz soufflé est décrit comme la « Huitième Merveille du Monde »,. Il revend ensuite sa méthode de production brevetée de riz soufflé à Quaker Oats Company.

## Fabrication

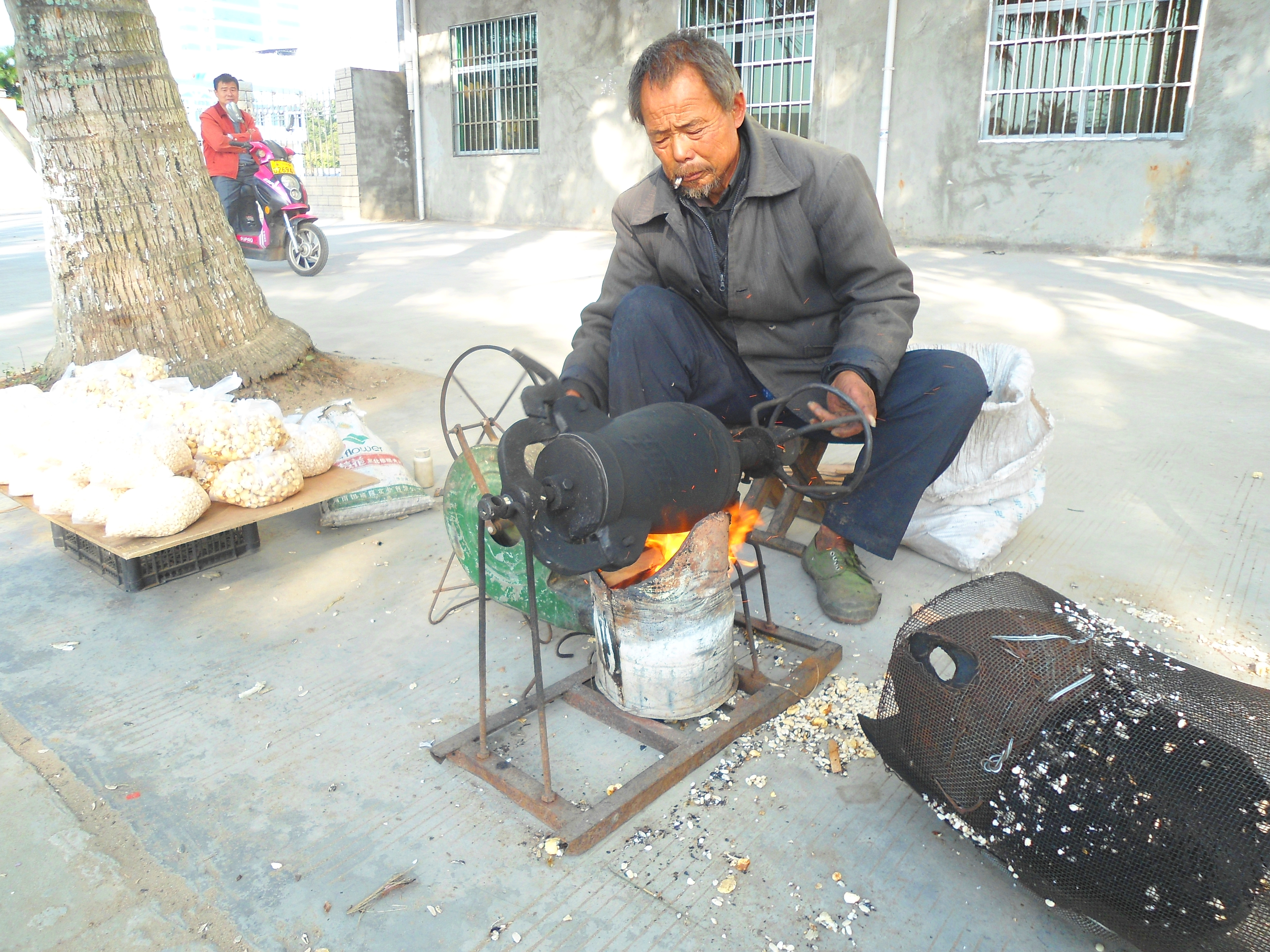
Machine à produire des céréales soufflées en fonctionnement.

Au début du XIXe siècle, les céréales soufflées sont produites dans des canons souffleurs : elles sont placées dans une chambre scellée en présence de vapeur d'eau sous pression et la chambre est ensuite descellée, provoquant une explosion de céréales soufflées,. Les canons souffleurs sont remplacés après la Seconde Guerre mondiale par des machines plus efficaces  capables de produire des céréales soufflées en continu : les grains sont précuits,  placés dans une chambre sous pression en présence de vapeur d'eau puis dans une chambre d'expansion. Enfin, à partir des années 1970, les céréales soufflées sont produites par extrusion.
Dans chaque procédé utilisé, l'eau présente dans les graines est vaporisée, produisant une expansion de l'amidon présent dans l'albumen et formant les céréales soufflées.

## Propriétés
Les propriétés des céréales soufflées sont liées aux types de céréales utilisés. Ainsi, le seigle et le riz soufflés sont très poreux avec des cavités de différentes tailles alors que le blé et l'orge forment des céréales soufflées compactes et homogènes.